# Blanche de Namur
Blanche de Namur (1320–1363) a fost regină-consort a Suediei și Norvegiei, ca soție a regelui Magnus al IV-lea al Suediei.

## Familie
Blanche a fost fiica cea mare a lui Ioan I, marchiz de Namur și a Mariei de Artois. Pe linie paternă ea a fost membră a puternicei Case de Dampierre, fiind nepoată a contelui Guy de Flandra. Pe linie maternă, Blanche a fost rudă cu casa regală franceză, mama ei fiind fiica lui Filip de Artois, un strănepot al regelui Ludovic al VIII-lea al Franței, și deci membră a liniei junior a Casei de Capet.

## Căsătorie
Nu se știe cum s-a ajuns ca regele Suediei și Norvegiei să se căsătorească cu o femeie din Namur. În iunie 1334 el a călătorit din Norvegia la Namur pentru a o cere de soție. În Namur ei s-au logodit și Magnus s-a întors în Suedia în toamna anului 1334. Blanche a părăsit Namur în toamna anului 1335 și nunta a avut loc în octombrie sau începutul lunii noiembrie 1335, eventual la Castelul Bohus. . Drept cadou de nuntă Blanche a primit provincia Tunsberg în Norvegia și Lödöse în Suedia; Tunsberg a fost schimbat în 1356 pentru Bohus, Marstrand, Elfsyssel, Ranrike și Borgarsyssel. Încoronarea Blanchei a avut loc în iulie 1336, la Marea Biserică din Stockholm.
Ei au avut doi fii, Eric și Haakon, plus cel puțin trei fiice care au murit de mici. S-a convenit ca Eric să moștenească Suedia și Haakon Norvegia. Când Haakon a devenit Haakon al VI-lea al Norvegiei în 1355, Eric s-a răzvrătit împotriva tatălui său și a fost numit  co-conducător al Suediei.